# Trường Đại học Lao động - Xã hội cơ sở 2, Thành phố Hồ Chí Minh
Trường Đại học Lao động - Xã hội (CSII) (Tiếng Anh: University of Labour Social Affairs 2) là một trong ba cơ sở đào tạo chính của Trường Đại học Lao động - Xã hội tại Hà Nội mà tiền thân là trường Trung học Lao động Tiền lương thuộc Bộ Nội vụ được thành lập năm 1961. Trường được nâng cấp lên Đại học ngày 31/1/2005, theo Quyết định số 26/2005/QĐ-TTg của Chính phủ.

## Lịch sử hình thành
Trường Đại học Lao động - Xã hội (CSII) là một trong ba cơ sở Đào tạo của Trường Đại học Lao động - Xã hội
Trường Đại học Lao động - Xã hội có trụ sở chính đặt tại địa chỉ: 43 Trần Duy Hưng, phường Trung Hòa, quận Cầu Giấy, Hà Nội, thành phố Hà Nội, Việt Nam.
Ngày 27 tháng 12 năm 1976 cơ sở thứ hai của Trường Đại học Lao động - Xã hội chính là Trường Đại học Lao động - Xã hội (CSII) hiện nay được thành lập đáp ứng nhu cầu cung cấp cán bộ Lao động và Tiền lương cho các tỉnh thành phía Nam.
Đến ngày 31/1/2005, Chính phủ đã ra Quyết định số 26/2005/QĐ-TTg, thành lập trường Đại học Lao động – Xã hội trên cơ sở nâng cấp trường Cao đẳng Lao động Xã hội.
Địa chỉ Trường Đại học Lao động - Xã hội (CSII) đặt tại: 1018 Tô Ký, phường Tân Chánh Hiệp, quận 12, Thành phố Hồ Chí Minh, Việt Nam.

## Sai phạm

### Sai phạm thu chi tài chính
- Theo kết luận của Thanh tra Bộ LĐ - TB&XH, trong thời gian 4 năm, cơ sở II, Trường Đại học Lao động và Xã hội (viết tắt là Cơ sở II) đã thu trái quy định của các sinh viên số tiền hơn 3 tỉ đồng. Kết luận thanh tra số 4293/KL-LĐTBXH ngày 13/11/2014 của Bộ Lao động, Thương binh và Xã hội nêu, từ ngày 1/1/2010 đến hết tháng 6/2014, tại cơ sở II, Trường Đại học Lao động - Xã hội (địa chỉ tại phường Tân Chánh Hiệp, quận 12, TPHCM, đã thu trái quy định về lệ phí thi tốt nghiệp, lệ phí bằng tốt nghiệp với tổng số tiền 3.070.920.000 đồng. Ngoài ra, đơn vị đã sử dụng nguồn thu phí, lệ phí của năm 2011, năm 2012, năm 2013 với tổng số tiền lên tới 358.086.700 đồng để chi quản lý đào tạo cho ban giám đốc, các phòng khoa chuyên môn không đúng quy định.[4][5] Về công tác tuyển dụng, sử dụng, bổ nhiệm, đánh giá công chức, viên chức, người lao động: Tính đến năm 2011, cơ sở II tuyển dụng tăng 42 người so với biên chế. Đến các năm 2012, 2013, 2014, Cơ sở II vẫn tiếp tục tuyển dụng thêm 4 người khi chưa có quyết định cho phép tăng biên chế. Trường có nhiều sai phạm trong việc chi thưởng, thu tiền sinh viên. Cụ thể, hiệu trưởng sử dụng 550 triệu đồng của đơn vị tổ chức cho một số cán bộ đi tham quan Quảng Bình, Thừa Thiên-Huế sai quy định.[6]

## Lãnh đạo

### Đảng ủy
Ban chấp hành Đảng bộ Trường Đại học Lao động – Xã hội (CSII), nhiệm kỳ 2015 – 2020, gồm 07 đồng chí có tên dưới đây:
Đồng chí: TS. Nguyễn Thị Hoa Tâm, Bí thư Đảng uỷ                                                                
Đồng chí: Nguyễn Phương Nam, Phó bí thư Đảng ủy                                                                
Đồng chí: Trần Văn Thành, Đảng ủy viên                                                                
Đồng chí: Trịnh Quang, Đảng ủy viên                                                               
Đồng chí: Lê Quốc Diễm, Đảng ủy viên                                                                
Đồng chí: Nguyễn Minh Tuấn, Đảng ủy viên                                                               
Đồng chí: Lưu Văn Tú, Đảng ủy viên                                                               

### Ban giám đốc
Phụ trách cơ sở II: TS. Nguyễn Thị Hoa Tâm

## Mục tiêu

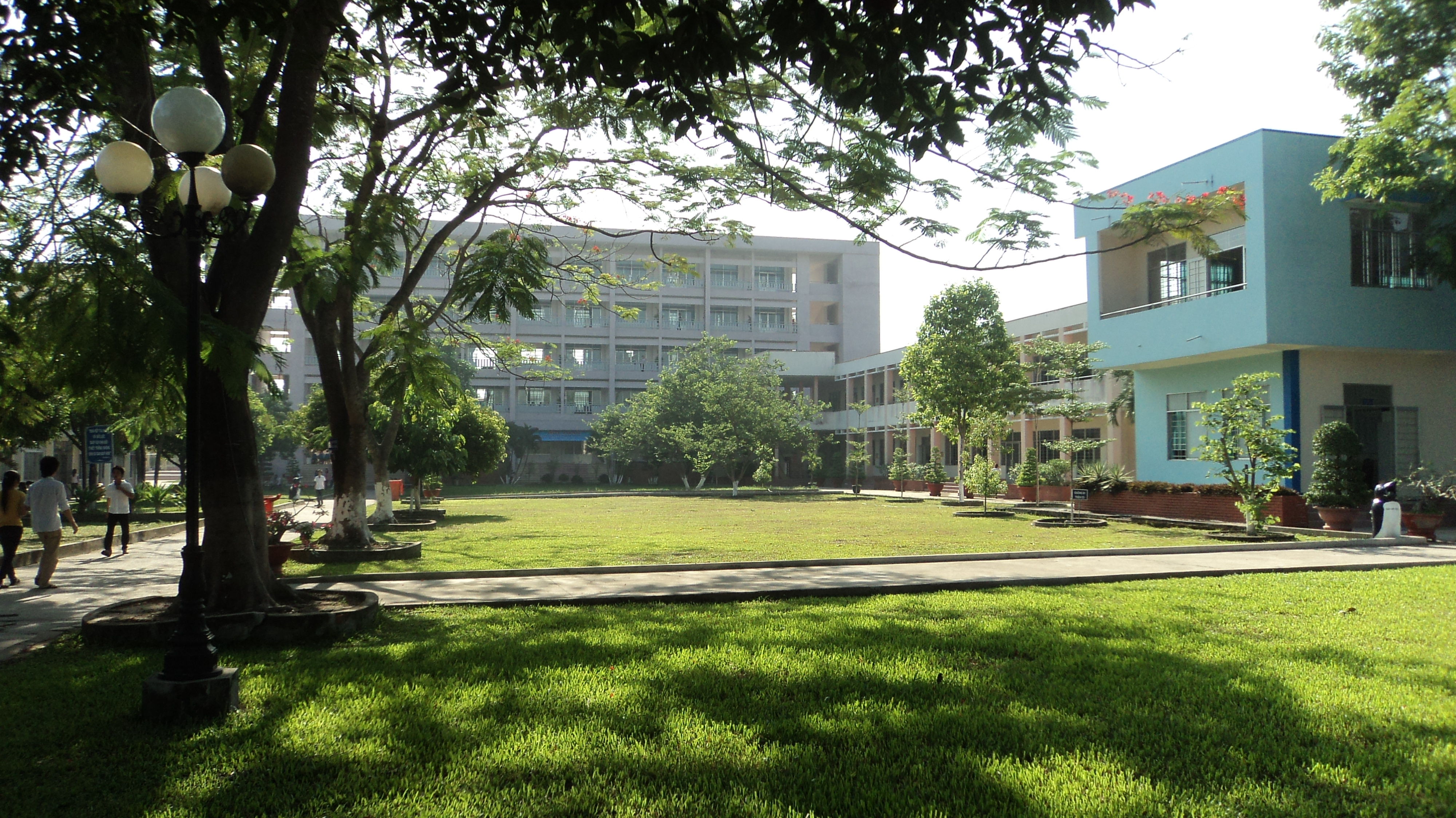
Khuôn viên đầy cây xanh của trường

Tạo dựng nền tảng cho sự thành công và phát triển nghề nghiệp trong tương lai cho người học; giúp người học có khả năng tự nghiên cứu để hành nghề một cách vững chắc.

## Khoa và bộ môn
1. Khoa Quản lý Nguồn nhân lực
2. Khoa Quản trị Kinh doanh
3. Khoa Công tác Xã hội
4. Khoa Kế toán
5. Khoa Bảo hiểm
6. Khoa Luật
7. Khoa Lý luận Chính trị
8. Khoa Ngoại ngữ
9. Khoa Giáo dục đại cương
10. Tâm lý học

## Phòng ban
1. Phòng Quản lý Đào tạo
2. Phòng Quản lý chất lượng
3. Phòng Công tác Sinh viên
4. Phòng Tổ chức - Hành chính
5. Phòng Kế toán - Tài vụ
6. Phòng Quản trị thiết bị
7. Phòng Khoa học & Hợp tác quốc tế
Khu A, B5: Hành chính
Khu B1, D: Giảng đường (B2, B3, B4 đang xây)
Hội trường A1
Ký túc xá C1, C2, C3: Sức chứa 1000 sinh viên

## Trung tâm
1. Trung tâm Đào tạo - Bồi dưỡng nghiệp vụ
2. Trung tâm Tin học - Ngoại ngữ
3. Trung tâm Thông tin - Thư viện

## Đoàn thể

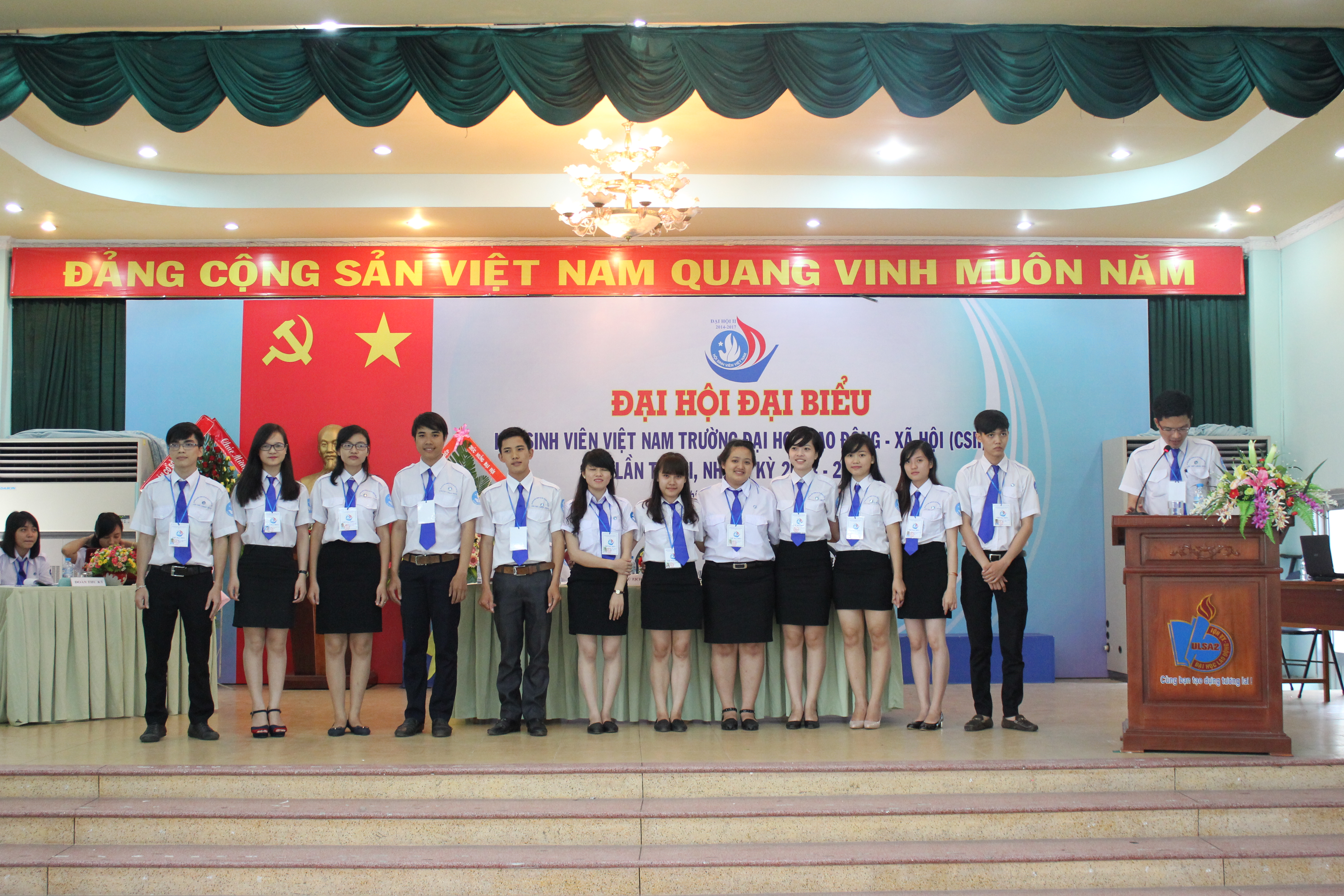
Tổ chức Hội sinh viên

#### Hội sinh viên
Hội sinh viên Trường Đại học Lao động - Xã hội (CSII) thành lập năm 2012. Nhiệm kỳ I bắt đầu từ năm 2012 - 2014 và hiện nay Hội sinh viên trường vừa Đại hội Nhiệm kỳ II vào tháng 12 năm 2014.